# Byens Helt
Byens Helt er en amerikansk stumfilm fra 1919 af Henry King.

## Medvirkende
- William Russell som November Jones
- Winifred Westover som Nedra Joseph
- J. Barney Sherry som Jackson J. Joseph
- Charles K. French som Samuel Barnes
- Mary Thurman som Teddy Craig